# Phragmaspidium corruscans
Phragmaspidium corruscans är en svampart som först beskrevs av Rehm, och fick sitt nu gällande namn av Augusto Chaves Batista 1960. Phragmaspidium corruscans ingår i släktet Phragmaspidium och familjen Microthyriaceae.   Inga underarter finns listade i Catalogue of Life.